# Aubert Pallascio
Aubert Pallascio est un acteur canadien québécois né à Montréal le 19 août 1937 et mort dans la même ville le 5 juillet 2020. Il est quelquefois crédité sous le nom de Louis Aubert. Il est entre autres une voix récurrente de Morgan Freeman au Québec.

## Biographie
Comédien québécois né en 1937. Son père, Ernest Pallascio-Morin, était journaliste et écrivain.
Au début des années 1960, Aubert Pallascio part à Paris étudier au Centre d’art dramatique et au Conservatoire de Paris. Il a été stagiaire à la Comédie-Française et aussi au Théâtre national populaire (TNP) dirigé par Jean Vilar. De retour au Québec, il travaille comme acteur d’abord sous le nom de Louis Aubert, puis sous le sien propre.
Comme acteur de théâtre, Aubert Pallascio joue dans plus de 80 productions, interprétant des textes d'auteurs classiques (Shakespeare, Goldoni) et contemporains (Harold Pinter, René de Obaldia). Il participe également à de nombreuses créations québécoises parmi lesquelles La Débâcle de Jean Daigle (1979), Camille C. d'après Anne Delbée (1984), La Maison cassée de Victor-Lévy Beaulieu (1991), Je vous écris du Caire de Normand Chaurette (1993) et Jouliks de Marie-Christine Lê-Huu (2005).
Aubert Pallascio a aussi travaillé pour le cinéma et la télévision. En 1995, sa participation au film policier Liste noire lui vaut d'être proposé aux prix Genies. L'année suivante, il tient un rôle important dans le film Les Feluettes (Lilies) réalisé par John Greyson et tiré de la pièce Les Feluettes de Michel Marc Bouchard.
À la télévision, il est surtout connu pour son rôle de Gabriel Galarneau dans le téléroman L’Héritage (1987), scénarisé par Victor-Lévy Beaulieu, ainsi que pour ses participations aux séries Omertà II - La loi du silence (2e saison, 1998) et Providence (à partir de 2005).
Actif dans le domaine du doublage au Québec depuis la fin des années 1960, Aubert Pallasco a notamment prêté sa voix au personnage de l'amiral Harriman Nelson dans la série télévisée américaine de science-fiction Voyage au fond des mers (Voyage to the Bottom of the Sea).

## Filmographie
- 1973 : U-Turn : Young ferry driver
- 1973 : Souris, tu m'inquiètes (moyen métrage) de Aimée Danis : l'ami de la famille
- 1979 : Éclair au chocolat : l'oncle Norbert
- 1979 : L'Homme en colère : Parker
- 1979 : Terre humaine : Frédérick Jacquemin
- 1980 : Avoir 16 ans : le père de Louis
- 1980 : L'Enlèvement du président (The Kidnapping of the President)
- 1980 : The Lucky Star : Kees
- 1980 : Suzanne : Détetective
- 1980 : L'Affaire Coffin : René Bourdon
- 1982 : La Quarantaine : Peau dure
- 1983 : Lucien Brouillard
- 1986 : Lance et compte ("Lance et compte") (série télévisée) : Dr Bergeron
- 1987 : L'Héritage (série télévisée) : Gabriel Galarneau
- 1988 : Lance et compte : Deuxième saison (feuilleton TV) : Dr Bergeron
- 1989 : Lance et compte : Troisième saison (feuilleton TV) : Dr Bergeron
- 1991 : La Tranchée
- 1991 : Nelligan : Dr Brennan
- 1991 : Lance et compte : Le retour du chat (TV) : Dr Bergeron
- 1992 : Montréal ville ouverte (feuilleton TV) : chef Dufresne
- 1992 : L'Automne sauvage : Albert Tremblay
- 1994 : La Vie d'un héros : Hanibald âgé (voix)
- 1995 : Grand nord (Les Légendes du Grand Nord) (TV) : Paul Bel-Air
- 1995 : Liste noire : Harvey Dansereau
- 1996 : Les Feluettes (Lilies) : Simon, vieux
- 1997 : Omertà II - La loi du silence (feuilleton TV) : John Slayton
- 1998 : Un hiver de tourmente (TV) : le docteur Larivière
- 2000 : Audrey Hepburn, une vie (The Audrey Hepburn Story) (TV) : Raymond Rouleau
- 2001 : Vercingétorix : La Légende du druide roi (Vercingétorix)
- 2001 : Varian's War (TV) : consul Wille
- 2003 : L'Auberge du chien noir (série télévisée) : Georges Trudeau
- 2004 : Smash (feuilleton TV) : le beau-père de Jacques
- 2005 : Providence (série télévisée)
- 2008 : C.A. (TV) : M. Lamontagne
- 2009 : Romaine par moins 30 d'Agnès Obadia : Blabla
- 2011 : Voyez comme ils dansent de Claude Miller : Antoine

## Doublage
Morgan Freeman dans : (14 films)
- La Somme de toutes les peurs (2002) : William Cabot
- Bruce tout-puissant (2003) : Dieu / le sans-abri
- Dreamcatcher : L'Attrape-rêves (2003) : colonel Abraham Curtis
- La Grande Arnaque (2004) : Walter Crewes
- Batman Begins (2005) : Lucius Fox
- Million Dollar Baby (2005) : Eddie « Scrap-Iron » Dupris
- Edison (2006) : Moses Ashford
- Festin d'amour (2007) : Harry Stevenson
- Evan tout-puissant (2007) : Dieu
- The Dark Knight : Le Chevalier noir (2008) : Lucius Fox
- Wanted : Choisis ton destin (2008) : Sloan
- Sans plus attendre (2008) : Carter Chambers
- The Dark Knight Rises (2012) : Lucius Fox
- The Maiden Heist (2014) : Charles Peterson

## Théâtre
- 1979 : Harold et Maude de Colin Higgins : Dr Matthews
- 1979 : La Débâcle de Jean Daigle : Albert (création)
- 1980 : Les Valises d'Yves Navarre : Antoine
- 1980 : L'Amour des trois oranges d'Alexandre Arnoux : Derbes, Pantalon
- 1980 : Faut pas payer de Dario Fo : Plusieurs rôles
- 1981 : La Mouette de Anton Tchekov : Dorn
- 1983 : Macbeth de William Shakespeare : Macduff
- 1983 : N'écoutez pas Mesdames de Sacha Guitry : Michel Aubrions
- 1984 : Camille C. de Jocelyne Beaulieu et René Richard Cyr d'après d'après le livre Une femme d'Anne Delbée : Rodin
- 1986 : Les Baleines de Jean-Raymond Marcoux : Roger Carbonneau (création)
- 1987 : Fool for love de Sam Sheppard (production francophone) : Le Père
- 1990 : Pygmalion de G. B. Shaw : Colonel Le Picard
- 1991 : Jeune homme en colère de John Osborne : Colonel Redfern
- 1991 : La maison cassée de Victor-Lévy Beaulieu : Maxime (création)
- 1993 : Je vous écris du Caire de Normand Chaurette : Rinuccio Terziani (création)
- 1995 : Le Chandelier d'Alfred de Musset : Maitre André, notaire
- 1996 : Jacques et son maître de Milan Kundera : le marquis, père Bigre
- 1997 : Le Cid de Pierre Corneille : Don Diègue
- 1998 : Trois dans le dos, deux dans la tête de Jason Sherman : Ed Sparrow
- 1998 : L'Oiseau vert de Carlo Gozzi : Calmon
- 1999 : Hamlet de William Shakespeare : le spectre, le premier comédien
- 1999 : L'Ombre d'un doute de Michel Laprise : Jack (création)
- 2002 : Douze Hommes en colère de Reginald Rose : juré no 10
- 2005 : Jouliks de Marie-Christine Lê-Huu : le Papé
- 2006 : La Dame aux camélias de René de Ceccatty d’après le roman d’Alexandre Dumas fils: duc de Bassano
- 2007 : Le Chien de Jean-Marc Dalpé : Grand-père
- 2010 : Les Palmes de monsieur Schutz de Jean-Noël Fenwick : M. Schutz

## Radio
- 1994 - Le Cantique des cantiques, nouvelle de Jean-Marc Cormier. Narrateur, avec Nathalie Gascon et Éric Cabana. Réalisation radiophonique de Doris Dumais. Réseau FM de la Société Radio-Canada.

## Distinctions
- 1996 : Nomination pour le meilleur acteur dans un second rôle des Prix Génie pour son rôle dans Liste noire